# Cruiservægt
Cruiservægt er betegnelsen for en vægtklasse, der benyttes indenfor boksning. Cruiservægt ligger over letsværvægt og under sværvægt. 
I professionel boksning er vægtgrænsen for cruiservægt 200 engelske pund (90,719 kg).
Vægtklassen benævnes ”junior sværvægt” (junior heavyweight) af et enkelt af de større bokseforbund, WBO, der indtil 31. december 2007 benyttede en lidt lavere vægtgrænse, nemlig 190 pund.
Betegnelsen cruiservægt benyttes alene i professionel boksning. I amatørboksningen benyttes imidlertid en klasse over sværvægt, hvorfor cruiservægt stort set svarer til sværvægt i amatørboksning. 
Cruiservægt er en relativ ny vægtklasse. Den blev introduceret i 1979 af WBC, og første VM-kamp blev afholdt den 8. december 1979 mellem jugoslaven Mate Parlov og Marvin Camel. Introduktionen af den nye vægtklasse blev imidlertid en fuser, da kampen i Split endte uafgjort. Først i returkampen den 31. marts 1980 kunne den første verdensmester i klassen kåres, da Camel besejrede Parlov i Las Vegas. Først i 1982 introducerede WBA titlen, og siden har alle de mange øvrige bokseforbund anerkendt klassen. 
Vægtklassen har imidlertid aldrig påkaldt sig den store interesse, idet de fleste talentfulde boksere har søgt kampe i den langt mere økonomisk interessante sværvægtsklasse. Den eneste bredt kendte verdensmester i cruiservægt i klassens 30-årige historie er Evander Holyfield, der var mester i perioden 1984-1986, inden han rykkede op i sværvægt.
Danskeren Johny Jensen var EBU-mester i klassen fra den 14. januar til den 4. maj 2008. 